# 박쥐 매개 바이러스

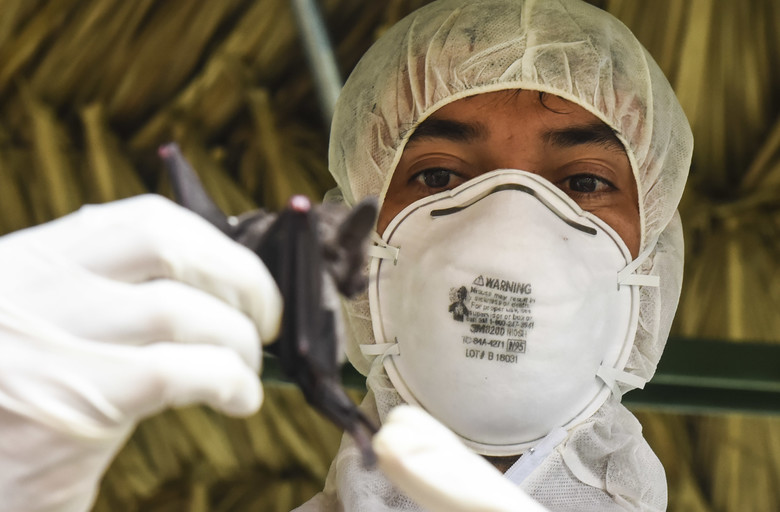

박쥐 매개 바이러스(bat-borne virus)는 박쥐가 매개하는 바이러스다. 박쥐고기를 취급 · 섭취하거나 박쥐를 사냥하면서 사람에게 전염된다.신종 코로나바이러스 감염증, 마버그열, 에볼라 등이 박쥐 매개 바이러스가 옮기는 질병이다. 박쥐 매개 바이러스는 가장 중요한 신흥 바이러스 가운데 하나이다.

## 박쥐 바이러스

### 코로나바이러스
2002년 중국 사스의 병원균은 중증급성호흡기증후군 코로나바이러스(SARS-CoV)이다. 박쥐에서 사람으로 옮겨왔다.
2012년 중동 메르스는 낙타독감이라고 불렸는데, 중동호흡기증후군 코로나바이러스(MERS-CoV)이 병원균이다. 박쥐에서 낙타 통해 사람에게 전염되었다.
2020년 중국 신종 코로나바이러스 감염증의 병원균은 신종 코로나바이러스(2019-nCoV)인데, 역시 박쥐에서 사람에게 전염되었다. 거의10년 마다 박쥐독감이 전세계에 퍼지는 것을 알 수 있다.

### 한타바이러스
한타바이러스는 한국전쟁 당시 외국인 병사들이 한탄강에서 3천명이 감염되어 유명해졌다.

## 같이 보기
- 히스토플라스마증